# 벤 윌리엄스
벤저민 존 윌리엄스(영어: Benjamin Jon Williams, 1977년 4월 14일 ~ )는 벤 윌리엄스(Ben Williams)라는 이름으로 알려져 있는 오스트레일리아의 축구 심판이다. 또한 캔버라의 벨코넨 고등학교에서 체육을 가르치고 있다.
2005년부터 FIFA 국제 심판으로 활약하기 시작하였다. FIFA 주관 경기들과 AFC 챔피언스리그, AFC컵 등에서 심판을 맡고 있다.
2010년 FIFA 클럽 월드컵, 2011년 AFC 아시안컵, 런던 올림픽, 2012년 AFC 챔피언스리그 결승전, 2013년 FIFA U-20 월드컵, 2014년 FIFA 월드컵, 2015년 AFC 아시안컵 등에서 활약하였다.
2014-15 시즌 도중 A리그 멘 심판 자리에서 물러났다.

## 수상
- 2013년 아시아 축구 연맹 올해의 심판
- 내셔널 사커 리그(NSL) 올해의 부심